# World Games/Inline-Speedskating
| IWGA-Logo | Die World Games sind alle vier Jahre das wichtigste Ereignis für die nichtolympische Sportart Inline-Speedskating. Die Spiele werden von der International World Games Association – IWGA ausgerichtet. Rollschnelllauf (Rollschuhe) sowie das heutzutage praktizierte Inline-Speedskating war seit der ersten Austragung 1981 Teil des Wettkampfprogramms. | Inline-Speedskating |

## World Games 1981
Die 1. World Games wurden vom 25. Juli bis 3. August 1981 im US-amerikanischen Santa Clara ausgetragen.

### Frauen
| Distanz                | Gold             | Silber            | Bronze           |
| Bahn                   | Bahn             | Bahn              | Bahn             |
| ---------------------- | ---------------- | ----------------- | ---------------- |
| 05000 m                | Monica Lucchese  | Paola Sometti     | Annie Lambrechts |
| 10000 m                | Paola Cristofori | Darlene Kissinger | Annie Lambrechts |
| Langstrecke            |                  |                   |                  |
| 21097,5 m Halbmarathon | Annie Lambrechts | Mary Barriere     | Sue Dooley       |

### Männer
| Distanz          | Gold              | Silber            | Bronze             |
| Bahn             | Bahn              | Bahn              | Bahn               |
| ---------------- | ----------------- | ----------------- | ------------------ |
| 10000 m          | Tom Peterson      | Hermes Fossi      | Moreno Bagnolini   |
| 20000 m          | Scott Constantine | Giuseppe Cruciani | Moreno Bagnolini   |
| Langstrecke      |                   |                   |                    |
| 42195 m Marathon | Tom Peterson      | Hermes Fossi      | Danny van de Perre |

## World Games 1985
Die 2. World Games wurden vom 3. bis 4. August 1985 im britischen London ausgetragen.

### Frauen
| Distanz             | Gold               | Silber             | Bronze             |
| Bahn                | Bahn               | Bahn               | Bahn               |
| ------------------- | ------------------ | ------------------ | ------------------ |
| 0300 m Einzelsprint | Stefania Ghermandi | Darlene Kissinger  | Beth Tucker        |
| 01500 m Sprint      | Laura Perinti      | Monica Lucchese    | Annie Lambrechts   |
| Straße              |                    |                    |                    |
| 03000 m             | Stefania Ghermandi | Laura Perinti      | Ann Bloomfield     |
| 05000 m             | Marisa Canafoglia  | Stefania Ghermandi | Ann van Hoornweder |
| 10000 m             | Monica Lucchese    | Marisa Canafoglia  | Stefania Ghermandi |

### Männer
| Distanz             | Gold               | Silber              | Bronze             |
| Bahn                | Bahn               | Bahn                | Bahn               |
| ------------------- | ------------------ | ------------------- | ------------------ |
| 0300 m Einzelsprint | Patrizio Sarto     | Scott Constantine   | Donald van Patten  |
| 01500 m Sprint      | Giuseppe de Persio | Massimo Muzzi       | Kevin Webb         |
| Straße              |                    |                     |                    |
| 05000 m             | Donald van Patten  | Robert Kaiser       | Anthony Keefe      |
| 10000 m             | Robert Kaiser      | Massimo Muzzi       | Danny van de Perre |
| 20000 m             | Donald van Patten  | Jean van Hoornweder | Danny van de Perre |

## World Games 1989
Die 3. World Games wurden vom 20. bis 30. Juli 1989 im deutschen Karlsruhe ausgetragen.

### Frauen
| Distanz             | Gold                 | Silber               | Bronze               |
| Bahn                | Bahn                 | Bahn                 | Bahn                 |
| ------------------- | -------------------- | -------------------- | -------------------- |
| 0300 m Einzelsprint | Barbara Fischer      | Anne Titze           | Nadja Meerkens       |
| 01500 m Sprint      | Francesca Monteverde | Antonella Mauri      | Loana Pilia          |
| 03000 m Massenstart | Loana Pilia          | Antonella Mauri      | Francesca Monteverde |
| 05000 m Massenstart | Antonella Mauri      | Francesca Monteverde | Loana Pilia          |
| Straße              |                      |                      |                      |
| 10000 m Massenstart | Antonella Mauri      | Francesca Monteverde | Loana Pilia          |

### Männer
| Distanz             | Gold          | Silber             | Bronze             |
| Bahn                | Bahn          | Bahn               | Bahn               |
| ------------------- | ------------- | ------------------ | ------------------ |
| 0300 m Einzelsprint | Luca Antoniel | Oscar Galliazzo    | Douglas Glass      |
| 01500 m Sprint      | Dante Muse    | Giuseppe de Persio | Anthony Hanley     |
| 05000 m Massenstart | Tony Muse     | Dante Muse         | Anthony Keefe      |
| 10000 m Massenstart | Dante Muse    | Anthony Hanley     | Giuseppe de Persio |
| Straße              |               |                    |                    |
| 20000 m Massenstart | Dante Muse    | Olivier Babonneau  | Pascal Gravouil    |

## World Games 1993
Die 4. World Games wurden vom 22. Juli bis 1. August 1993 im niederländischen Den Haag ausgetragen.

### Frauen
| Distanz              | Gold            | Silber          | Bronze               |
| Bahn                 | Bahn            | Bahn            | Bahn                 |
| -------------------- | --------------- | --------------- | -------------------- |
| 0300 m Einzelsprint  | Desley Hill     | Anne Titze      | Heather Laufer       |
| 0500 m Sprint        | Hilde Goovaerts | Luana Pilia     | Eva Maria Richardson |
| 05000 m Punkte       | Caroline Lagrée | Araceli Larrea  | Heather Laufer       |
| 10000 m Ausscheidung | Anne Titze      | Antonella Mauri | Hilde Goovaerts      |
| Straße               |                 |                 |                      |
| 03000 m Massenstart  | Anne Titze      | Desley Hill     | Caroline Lagrée      |

### Männer
| Distanz              | Gold              | Silber         | Bronze             |
| Bahn                 | Bahn              | Bahn           | Bahn               |
| -------------------- | ----------------- | -------------- | ------------------ |
| 0300 m Einzelsprint  | Tony Muse         | Luca Antoniel  | Derek Parra        |
| 0500 m Sprint        | Tony Muse         | Luca Antoniel  | Derek Parra        |
| 10000 m Punkte       | Derek Parra       | Arnaud Gicquel | Christoph Luxton   |
| 20000 m Ausscheidung | Armando Capannolo | Arnaud Gicquel | John Dyett-Carthew |
| Straße               |                   |                |                    |
| 05000 m Massenstart  | Arnaud Gicquel    | Derek Parra    | Christoph Luxton   |

## World Games 1997
Die 5. World Games wurden vom 5. bis 15. August 1997 im finnischen Lahti ausgetragen.

### Frauen
| Distanz              | Gold          | Silber        | Bronze        |
| Bahn                 | Bahn          | Bahn          | Bahn          |
| -------------------- | ------------- | ------------- | ------------- |
| 0300 m Einzelsprint  | Julie Brandt  | Cheryl Ezzell | Theresa Cliff |
| 0500 m Sprint        | Cheryl Ezzell | Theresa Cliff | Julie Brandt  |
| 05000 m Punkte       | Julie Brandt  | Cheryl Ezzell | Theresa Cliff |
| 10000 m Ausscheidung | Theresa Cliff | Cheryl Ezzell | Julie Brandt  |
| Straße               |               |               |               |
| 03000 m Massenstart  | Theresa Cliff | Julie Brandt  | Cheryl Ezzell |

### Männer
| Distanz              | Gold         | Silber                 | Bronze               |
| Bahn                 | Bahn         | Bahn                   | Bahn                 |
| -------------------- | ------------ | ---------------------- | -------------------- |
| 0300 m Einzelsprint  | Keith Turner | Carlos Alberto Penagos | Chad Hedrick         |
| 0500 m Sprint        | Keith Turner | Chad Hedrick           | Arnaud Gicquel       |
| 10000 m Punkte       | Jorge Botero | Arnaud Gicquel         | Christopher Luxton   |
| 20000 m Ausscheidung | Chad Hedrick | Arnaud Gicquel         | Juan-Carlos Betancur |
| Straße               |              |                        |                      |
| 05000 m Massenstart  | Chad Hedrick | Christopher Luxton     | Scott Hiatt          |

## World Games 2001
Die 6. World Games wurden vom 16. bis 26. August 2001 im japanischen Akita ausgetragen. Es nahmen 41 Inline-Speedskater(innen) aus 11 Ländern daran teil.

### Frauen
| Distanz              | Gold            | Silber            | Bronze          |
| Bahn                 | Bahn            | Bahn              | Bahn            |
| -------------------- | --------------- | ----------------- | --------------- |
| 0300 m Einzelsprint  | Li-Ling Pan     | Valentina Belloni | Yi-Chin Pan     |
| 0500 m Sprint        | Li-Ling Pan     | Yi-Chin Pan       | Berenice Moreno |
| 05000 m Punkte       | Silvia Niño     | Alexandra Vivas   | Berenice Moreno |
| 10000 m Punkte-Auss. | Alexandra Vivas | Yi-Chin Pan       | Silvia Niño     |
| 15000 m Ausscheidung | Berenice Moreno | Silvia Niño       | Yi-Chin Pan     |

### Männer
| Distanz               | Gold              | Silber       | Bronze                         |
| Bahn                  | Bahn              | Bahn         | Bahn                           |
| --------------------- | ----------------- | ------------ | ------------------------------ |
| 0300 m Einzelsprint   | Gregorio Duggento | Kalon Dobbin | Chad Hedrick                   |
| 0500 m Sprint         | Chad Hedrick      | Miguel Rueda | Gregorio Duggento Jorge Botero |
| 10000 m Punkte        | Chad Hedrick      | Shane Dobbin | Jorge Botero                   |
| 15000 m Punkte-Auss.  | Chad Hedrick      | Diego Rosero | Jorge Botero                   |
| 20000 m Ausscheidung1 | Kalon Dobbin      | Jorge Botero | Christoph Zschätzsch           |

1 Chad Hedrick, nach Sturz Ausgeschieden

## World Games 2005
Die 7. World Games wurden vom 14. bis 24. Juli 2005 im deutschen Duisburg ausgetragen. Für die Inline-Speedskater wurden die Vor- und Entscheidungsläufe vom 19. bis 21. Juli abgehalten. Es gab für die Inline-Disziplin 48 Startplätze. Es nahmen 24 Inline-Speedskaterinnen und 24 Inline-Speedskater aus 16 Ländern daran teil.
Im Sportpark Duisburg an der Regattabahn Duisburg wurde auf der Dreieckswiese eigens für die Inline-Disziplin ein 200 Meter-Oval gebaut.
Siehe auch: World Games 2005/Medaillenspiegel, World Games 2005/Ergebnisliste

### Frauen
| Distanz              | Gold             | Silber           | Bronze           |
| Bahn                 | Bahn             | Bahn             | Bahn             |
| -------------------- | ---------------- | ---------------- | ---------------- |
| 0300 m Einzelsprint  | Maria Laura Orru | Andrea González  | Jennifer Caicedo |
| 0500 m Sprint        | Jennifer Caicedo | Maria Laura Orru | Cecilia Baena    |
| 01000 m Sprint       | Andrea González  | Jennifer Caicedo | Jana Gegner      |
| 03000 m Massenstart  | Cecilia Baena    | Jennifer Caicedo | Yi-Chin Pan      |
| 05000 m Punkte       | Hey-Mi Kim       | Hyo-Sook Woo     | Silvia Niño      |
| 10000 m Ausscheidung | Silvia Niño      | Cecilia Baena    | Hey-Mi Kim       |

### Männer
| Distanz              | Gold                 | Silber               | Bronze           |
| Bahn                 | Bahn                 | Bahn                 | Bahn             |
| -------------------- | -------------------- | -------------------- | ---------------- |
| 0300 m Einzelsprint  | Gregorio Duggento    | Kalon Dobbin         | Javier McCargo   |
| 0500 m Sprint        | Kalon Dobbin         | Anderson Ariza       | Camilo Orozco    |
| 01000 m Sprint       | Kalon Dobbin         | Baptiste Grandgirard | Jose Guzman      |
| 03000 m Massenstart  | Thomas Boucher       | Alexis Contin        | Fabio Francolini |
| 05000 m Punkte       | Alexis Contin        | Shane Dobbin         | Matteo Amabili   |
| 10000 m Ausscheidung | Baptiste Grandgirard | Kalon Dobbin         | Fabio Francolini |

## World Games 2009
Die 8. World Games werden vom 16. bis 26. Juli 2009 im taiwanischen Kaohsiung ausgetragen. Für die Inline-Speedskater sind die Vor- und Entscheidungsläufe vom 17. bis 19. Juli vorgesehen. Austragungsort ist der Yangming Skating Rink der speziell für die World Games einen neuen Belag erhalten hat. 30 Inline-Speedskaterinnen und 30 Inline-Speedskater aus 19 Ländern werden zugelassen.
Zulassungskriterien
Für die wenigen Startplätze wurde eine Berechnung, auf Grundlage der Ergebnisse der Bahn-Weltmeisterschaften 2008 durchgeführt. Das Austragungsland erhält je Strecke einen Startplatz und die Bahn-Weltmeister 2008 erhalten ebenfalls einen Startplatz. Die restlichen Plätze werden anhand einer Rangfolge vergeben, die sich aus der Summe der drei besten Platzierungen der Bahn-Weltmeisterschaften 2008 ergibt.

### Frauen
| Distanz              | Gold          | Silber        | Bronze       |
| Bahn                 | Bahn          | Bahn          | Bahn         |
| -------------------- | ------------- | ------------- | ------------ |
| 0300 m Einzelsprint  | Yu-Ting Huang | Jen-Hsu Chian | Jin-Seon Lim |
| 0500 m Sprint        | Yu-Ting Huang | Jin-Seon Lim  | Jercy Puello |
| 01000 m Sprint       | Yu-Ting Huang | Jen-Hsu Chian | Nicole Begg  |
| 10000 m Punkte-Auss. | Hyo-Sook Woo  | Marta Ramírez | Nicole Begg  |
| 15000 m Ausscheidung | Hyo-Sook Woo  | Marta Ramírez | Yi-Chin Pan  |

### Männer
| Distanz              | Gold            | Silber        | Bronze          |
| Bahn                 | Bahn            | Bahn          | Bahn            |
| -------------------- | --------------- | ------------- | --------------- |
| 0300 m Einzelsprint  | Wei-Lin Lo      | Andres Muñoz  | Pedro Causil    |
| 0500 m Sprint        | Andres Muñoz    | Wei-Lin Lo    | Myung-Kyu Lee   |
| 01000 m Sprint       | Pedro Causil    | Alexis Contin | Claudio Naselli |
| 10000 m Punkte-Auss. | Yann Guyader    | Nelson Garzon | Daniel Álvarez  |
| 15000 m Ausscheidung | Jorge Cifuentes | Yann Guyader  | Andres Muñoz    |

## World Games 2013
Die 9. World Games fanden vom 25. Juli bis 4. August 2013 im kolumbianischen Cali statt. Zu den Bahn-Wettkämpfen wurden erstmals Entscheidungen auf der Straße als Einladungssportart ausgetragen. Für die Inline-Speedskater waren die Vor- und Entscheidungsläufe vom 31. Juli bis 2. August auf der Bahn und vom 3. bis 4. August (Vorläufe 1. August) auf der Straße vorgesehen. Austragungsort ist der Patinódromo Mundialista im westlichen Teil von Santiago de Cali. 37 Inline-Speedskaterinnen und 41 Inline-Speedskater aus 25 Ländern nahmen teil.

### Frauen
| Distanz                     | Gold               | Silber                   | Bronze                   |
| Bahn                        | Bahn               | Bahn                     | Bahn                     |
| --------------------------- | ------------------ | ------------------------ | ------------------------ |
| 0300 m Einzelsprint         | Erika Zanetti      | Paola Segura             | An Yi Seul               |
| 0500 m Sprint               | Yersi Puello Ortiz | Paola Segura             | Huang Yu-Ting            |
| 01000 m Sprint              | Huang Yu-Ting      | Mareike Thum             | Li Meng-Chu              |
| 10000 m Punkte-Auss.        | Guo Dan            | Rommy Melisa Munoz Velez | Yang Ho-Chen             |
| 15000 m Ausscheidung        | Annette Heywood    | Dan Guo                  | Rommy Melisa Munoz Velez |
| Straße (Einladungssportart) |                    |                          |                          |
| 0200 m Einzelsprint         | María José Moya    | Yersi Puello Ortiz       | Erika Zanetti            |
| 0500 m Sprint               | Erika Zanetti      | Pamela Verdugo           | Jana Gegner              |
| 10000 m Punkte              | Yang Ho-Chen       | Rommy Melisa Munoz Velez | Huang Yu-Ting            |
| 20000 m Ausscheidung        | Dan Guo            | Yang Ho-Chen             | Rommy Melisa Munoz Velez |

### Männer
| Distanz                     | Gold                | Silber               | Bronze                         |
| Bahn                        | Bahn                | Bahn                 | Bahn                           |
| --------------------------- | ------------------- | -------------------- | ------------------------------ |
| 0300 m Einzelsprint         | Pedro Causil        | Andres Felipe Munoz  | Jang Su Chul                   |
| 0500 m Sprint               | Andrea Angeletti    | Lo Wei-Lin           | Jang Su Chul                   |
| 01000 m Sprint              | Andres Felipe Munoz | Bart Swings          | Pedro Causil                   |
| 10000 m Punkte-Auss.        | Bart Swings         | Chen Yan-Cheng       | Felix Rijhnen                  |
| 15000 m Ausscheidung        | Peter Michael       | Jorge Luis Cifuentes | Chen Yan-Cheng                 |
| Straße (Einladungssportart) |                     |                      |                                |
| 0200 m Einzelsprint         | Emmanuelle Silva    | Andres Felipe Munoz  | Jorge Luis Martinez Morales    |
| 0500 m Sprint               | Pedro Causil        | Andres Felipe Munoz  | Andrea Angeletti               |
| 10000 m Punkte              | Liao Yen-Sheng      | Jorge Luis Cifuentes | Bart Swings                    |
| 20000 m Ausscheidung        | Bart Swings         | Peter Michael        | Jorge David Bolanos Villacorte |